# كاتدرائية السيدة العذراء (ميونيخ)
كاتدرائية السيدة العذراء هي أكبر كنيسة تقع وسط ميدان مارين بلاتز في عاصمة ولاية بافاريا، تم بناؤها على الطراز القوطي المعتمد في بناء القاعات الضخمة في القرن الخامس عشر. إذ تعتبر الكنيسة بمثابة كاتدرائية لأبرشية مدينة ميونيخ ومقراً لرئيس الأساقفة، وأحد أكبر المعالم جذبا للسياح في دولة ألمانيا التي يرجع طرازها إلى عصر الباروك.
حاليا أصبحت الكاتدرائية مجلس المدينة الجديد (نيوس راتوس) إذ تسيطر على وسط المدينة حيث يمكن رؤية أبراجها من جميع الجهات بسبب انخفاض الأبنية الأخرى، إذ حسب إستفتاء شعبي جرى عام 2004 حظرت مدينة ميونيخ تشييد المباني لأكثر من مائة متر في وسط المدينة. ويمكن للزائر صعود برج البرج الجنوبي للكنيسة والاستمتاع بالمشهد الساحر والمنظر الفريد لوسط مدينة ميونخ القريبة من قمم جبال الألب.

## أعلام
- فرانز جوزيف فون شتاين
- لويس الرابع
- ألبرت الخامس، دوق بافاريا
- مايكل فون فاولابر
- يوهان مايكل فيشر